# Reforma (construcción)

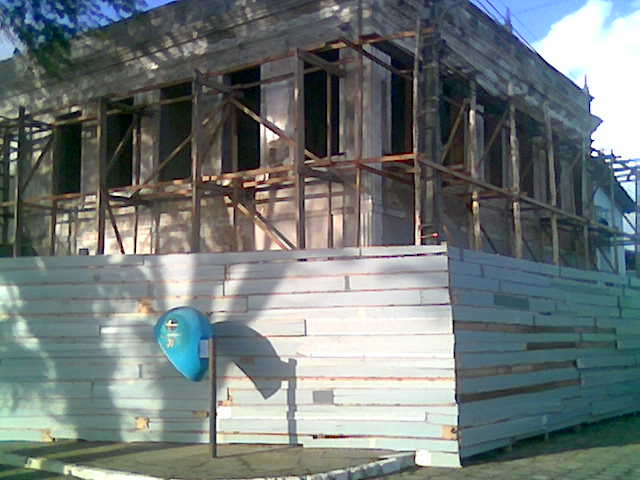
Antiguo local de la Prefectura en la ciudad de Alcobaça (en Bahia, Brasil), pasando un proceso de reforma.

2024_-_Photo_of_renovation_works_in_the_street_Plantage_Middenlaan_with_building_fences_and_scaffolding,_in_sun_and_shadow_--_street_photography_Amsterdam_in_free_images_and_high_resolutions,_Dutch_photographer_Fons_Heijnsbroek

Una reforma es un proceso de cambio en el aspecto o la funcionalidad de una estructura. Esto puede incluir modificar su forma o tamaño, ampliarla, remodelarla, o adaptarla para nuevos usos. Casi siempre también implica tareas de preservación y mantenimiento, como protección del clima, pintura, o impermeabilización.
En arquitectura, una reforma suele implicar reconstruir total o parcialmente una edificación. Esto puede deberse a que está en mal estado o abandonado, o porque necesita reparaciones para mejorar su estabilidad o adaptarse a un nuevo uso. Para estos trabajos, suelen usarse andamios, cimbras, cercas o redes de protección.
Cuando se habla de una reforma, se alude generalmente a un proceso de modernización o adaptación parcial o total de una finca, un negocio o un edificio. Sin embargo, también puede aplicarse a la transformación de un barrio, una ciudad o un pueblo entero. En estos casos, el término más preciso es renovación urbana. 

## Fases y proceso de renovaciones
El proceso de renovación de una finca, dependiendo del alcance de la obra, generalmente puede dividirse en varias fases:
- Inicio del proyecto: es la primera etapa, donde se contratan los equipos de diseño y construcción, se define qué trabajo se va a hacer, se crea un presupuesto y se hablan las necesidades y expectativas del cliente y del equipo.[4]
- Análisis del estado actual: en esta etapa se mide, se dibuja y se analiza la estructura que se va a renovar. También se identifican posibles problemas importantes que puedan afectar el trabajo.[4]
- Diseño inicial: Comenzar el trabajo de diseño probando ideas conceptuales, creando varias versiones del resultado, comunicándose con el cliente y recibiendo su retroalimentación para realizar ajustes en el diseño.[3]
- Finalización del diseño: se termina el trabajo de diseño asegurándose de que cumpla con lo que el cliente quiere, que funcione con las condiciones existentes, y se crea un diseño más detallado (incluyendo especificaciones e ingeniería). También puede incluir el inicio de la construcción o demolición mientras se finaliza el diseño.[3]
- Construcción y demolición: se comienza el trabajo físico realizando la demolición necesaria, reparaciones estructurales, construcción de las nuevas condiciones diseñadas, aplicación de acabados y resolución de cualquier problema o situación desconocida que surja durante la obra.[3][5]
- Finalización del proyecto: Etapa final que incluye la entrega al cliente, elaboración de la lista de detalles pendientes, revisión junto con el cliente y verificación de que se cumplió el alcance y las expectativas del proyecto.[3]

Los proyectos de renovación requieren no solo flexibilidad, sino también un plan acordado por varias partes. El proceso de planificación incluye la retroalimentación de los inversores financieros y del diseñador.

## Problemáticas
Problemáticas importantes incluyen la seguridad y normas, y leyes locales. Otro asunto a considerar son las economías de energía que podrían lograrse como consecuencia de una buena reforma (por ejemplo, instalación de vidrios dobles y de soluciones inteligentes, renovación de electrodomésticos que consuman menos energía, etc), pues ello mejora costes y ayuda a preservar el medio ambiente.
En oportunidad de una reforma, la ocasión puede ser propicia para retirar materiales con amianto y pinturas con plomo, sustituyendo por materiales menos perjudiciales para la salud humana y el medio ambiente.
Asimismo, también se podrían instalar sistemas de recuperación de aguas de lluvia, así como los llamados toilettes secos, y cubiertas vegetalizadas, etc.

## Tecnología
Los progresos técnicos permiten hoy día renovaciones y transformaciones que algunos años atrás eran casi imposibles de llevar a cabo.
- Las técnicas de decapado y de desamientación, así como las de diagnóstico inicial, ya permiten garantizar razonablemente la salud de obreros y futuros habitantes, en caso necesario retirando productos nocivos que pudieran estar en las edificaciones.
- Por su parte, los ecomaterialex permiten movilizar menos materiales tóxicos que antes.
- Y los adelantos en materia de informática, permiten visualizar cómodamente planos en tres dimensiones, y estimar la solidez de por ejemplo una viga, un muro, o una columna, para así determinar prioridades y trabajos necesarios.
- Los diagnósticos de infrarrojo permiten detectar fugas reales o potenciales de calor.
- Y el diagnóstico energético estima las posibles economías de energía.

## Renovación energética
En toda reforma o renovación de una estructura, debe considerarse lo que concierne a las posibles economías de energía, así como el respecto a los eventuales "Reglamentos Térmicos (RT)" existentes, y que entre otras cosas definen los niveles de performance energética que deben ser implementados.

## Materiales

### Madera
La madera es versátil y flexible, lo que la convierte en el material de construcción más sencillo para renovaciones, y los edificios de madera pueden rediseñarse para adaptarse a las necesidades cambiantes. Pocos propietarios o remodeladores profesionales poseen la habilidad y el equipo necesarios para modificar estructuras de acero o de hormigón.
Cuando se analiza el carbono incorporado en los materiales de construcción, la madera suele ser etiquetada como la más sostenible. Esto se debe a que secuestra carbono que, si se certifica su origen sostenible, reducirá significativamente el carbono incorporado en los edificios. Esto lo convierte en una opción de baja emisión como material de construcción para un edificio en general y para renovaciones.

### Plástico
El plástico ha ganado popularidad en el sector de reformas gracias a su versatilidad, durabilidad y bajo costo. Este material, compuesto principalmente de polímeros sintéticos derivados del petróleo, se utiliza en una variedad de aplicaciones, desde revestimientos hasta aislamiento térmico y componentes de ventanas. Sus propiedades impermeables lo hacen ideal para ambientes húmedos como baños y cocinas, mientras que su resistencia al desgaste y su capacidad para imitar materiales naturales lo convierten en una opción atractiva para suelos y paredes. Además, el plástico es fácil de mantener y limpiar, lo cual contribuye a su preferencia en áreas de alto tráfico. Sin embargo, su impacto ambiental sigue siendo un tema de preocupación, lo que ha impulsado el desarrollo de opciones reciclables y biodegradables en el mercado de reformas.